# 마쓰야마번 (이요국)
마쓰야마번(일본어: 松山藩 마쓰야마한[*])은 일본 에도 시대 이요국 온센군(温泉郡)을 중심으로 구메군(久米郡)・노마군(野間郡)・이요군(伊予郡) 등을 지배했던 번으로, 지금의 에히메현 마쓰야마시에 속해 있었다. 데와국의 마쓰야마번・빗추국의 마쓰야마번・무사시국의 마쓰야마번・야마토국의 마쓰야마번 등과 구분하기 위해 이요 마쓰야마 번(伊予松山藩)으로도 표기하는 경우가 많다. 번청은 마쓰야마성이다.

## 역대 번주
가토 가문
1. 가토 요시아키(加藤嘉明) 재위 1600년 ~ 1627년

가모 가문
1. 가모 다다토모(蒲生忠知) 재위 1627년 ~ 1634년

히사마쓰 마쓰다이라 가문
1. 마쓰다이라 사다유키(松平定行) 재위 1635년 ~ 1658년
2. 마쓰다이라 사다요리(松平定頼) 재위 1658년 ~ 1662년
3. 마쓰다이라 사다나가(松平定長) 재위 1662년 ~ 1674년
4. 마쓰다이라 사다나오(松平定直) 재위 1674년 ~ 1720년
5. 마쓰다이라 사다히데(松平定英) 재위 1720년 ~ 1733년
6. 마쓰다이라 사다타카(松平定喬) 재위 1733년 ~ 1763년
7. 마쓰다이라 사다카쓰(松平定功) 재위 1763년 ~ 1765년
8. 마쓰다이라 사다키요(松平定静) 재위 1765년 ~ 1779년
9. 마쓰다이라 사다쿠니(松平定国) 재위 1779년 ~ 1804년
10. 마쓰다이라 사다노리(松平定則) 재위 1804년 ~ 1809년
11. 마쓰다이라 사다미치(松平定通) 재위 1809년 ~ 1835년
12. 마쓰다이라 가쓰요시(松平勝善) 재위 1835년 ~ 1856년
13. 마쓰다이라 가쓰시게(松平勝成) 재위 1856년 ~ 1867년
14. 마쓰다이라 사다아키(松平定昭) 재위 1867년 ~ 1868년
15. 마쓰다이라 가쓰시게(재임) 재위 1868년 ~ 1871년(메이지 유신 이후 히사마쓰씨(久松氏)로 복성)
16. 마쓰다이라 사다아키(재임) 재위 1871년(메이지 유신 이후 히사마쓰씨로 복성)

## 같이 보기
- 폐번치현